# Cyananthus cordifolius
Cyananthus cordifolius là loài thực vật có hoa trong họ Hoa chuông. Loài này được Duthie mô tả khoa học đầu tiên năm 1912.